# Shingo Nishimura
Pour les articles homonymes, voir Nishimura.
Shingo Nishimura (西村 真悟, Nishimura Shingo) est un homme politique japonais né le 7 juillet 1948 à Sakai.

## Formation et famille
Diplômé de la faculté de droit de l'université de Kyoto, Nishimura appartient à une famille comprenant trois autres membres de la Chambre des représentants:
- son père Eiichi Nishimura (1904-1971), ancien président du Parti social démocrate (Shingo est son 4e fils)
- son beau-père Okazawa Kanji
- son cousin Shozo Nishimura

## Carrière
Après un premier échec en 1992, Nishimura siège à la Chambre des représentants depuis 1993, tout d'abord au vote unique non transférable dans l'ancien 5e district d'Ōsaka de 1993 à 1996, puis au scrutin uninominal majoritaire à un tour dans la nouvelle 17e circonscription d'Ōsaka de 1996 à 2000 et de 2003 à 2005 et enfin à la proportionnelle dans le bloc de Kinki de 2000 à 2003 et depuis 2005. Il a, jusqu'en 2008, toujours siégé dans des partis d'opposition, ou presque (de 1999 à 2000), au PLD : le Parti démocrate socialiste de 1993 à 1994, le Shinshintō de 1994 à 1997, le Parti libéral de 1998 à 2003 et enfin le PDJ de 2003 à 2005. 

## Militarisme et négationnisme
Affilié à Nippon Kaigi, Nishimura se signale régulièrement par ses prises de position très marquées, en phase avec ce très influent et ouvertement révisionniste lobby, en particulier pour prôner la restauration du militarisme dans l'archipel, ou pour nier l'existence d'exactions commises par l'empire du Japon.

### Militarisme, nationalisme, négation des guerres d'agression
Connu pour ses positions très affirmées en faveur de la constitution d'une armée conventionnelle au Japon, du renforcement de sa puissance militaire et du nationalisme, Nishimura s'est fait remarquer en tant que vice-ministre de la Défense en 1999, ses déclarations dans un entretien accordé à un magazine en faveur d'un développement de l'arme nucléaire pour l'auto-défense au Japon ayant provoqué une véritable levée de boucliers le forçant à démissionner. 
Il a par ailleurs apporté son soutien aux propos et écrits controversés de l'ancien chef d'État-major des Forces aériennes d'autodéfense, Toshio Tamogami, limogé en novembre 2008 pour avoir nié dans un essai paru le mois précédent que le Japon était le pays agresseur de la guerre du Pacifique. 

### Négation de l'existence du massacre de Nankin
Défenseur du film controversé La Vérité sur Nankin, Nishimura a par ailleurs affirmé dans une interview en 2007 que la Chine était le « plus gros ennemi » du Japon tant économiquement que militairement

### Négation de l'existence d'esclavage sexuel pour l'armée impériale
En 2007, Nishimura figure parmi les élus signataires d'une pleine page de publicité dans le Washington Post en réaction à la Résolution 121 de la Chambre des représentants des États-Unis relatives aux 'femmes de réconfort'. Cette publicité nie l'existence d'esclavage sexuel au service de l'armée impériale en déclarant: "nous devons noter qu'il s'agit d'une grossière et délibérée distorision de la réalité de prétendre que l'armée japonaise était coupable de 'forcer de jeunes femmes à devenir des esclaves sexuelles' dans 'l'un des cas de trafic humain les plus vastes du XXe siècle",.
Le 18 mai 2013, Shingo Nishimura a été expulsé du parti de l'Association pour la restauration du Japon à cause de déclarations proférées la veille, en défense de Toru Hashimoto: Nishimura avait affirmé que de nombreuses coréennes travaillaient comme prostituées au Japon, particulièrement à Osaka. Il est ensuite revenu sur ses propos, s'est excusé et a offert sa démission du parti.

## Scandale lié à son activité d'avocat
Le 29 novembre 2005, il est exclu du PDJ à la suite d'un scandale touchant son activité d'avocat à Ōsaka : il aurait en effet permis entre 2002 et 2004 l'un de ses clercs de l'époque, alors que celui-ci ne possédait pas de certificat d'exercice du métier d'avocat, d'utiliser son seau d'avocat et sa signature personnelle pour régler plusieurs accords en dehors de la cour entre des clients et des assureurs impliqués dans des affaires d'accidents de voiture. Bien qu'ayant reconnu sa responsabilité, il n'a pas démissionné de son siège de député et a donc ensuite continué à siéger comme indépendant. La Cour du district d'Ōsaka décide en 2007 pour cette affaire une peine de 2 ans d'incarcération suspendue, soit une condamnation de principe pour avoir exprimé des remords devant la justice, il évite ainsi la prison et la privation de son mandat électoral.